# SKM-Baureihe 35WE
Die SKM-Baureihe 35WE sind elektrische Triebzüge der Szybka Kolej Miejska (SKM) in der polnischen Hauptstadt Warschau. Sie wurden von 2012 bis 2013 von Newag in neun Exemplaren hergestellt und sind der größte Triebwagen der Bauform Newag Impuls. Außerdem wurde ein Triebwagen für die Koleje Śląskie produziert.

## Geschichte
Newag lieferte zwischen 2012 und 2013 neun Triebwagen, die als 35WE-001–006 und 35WE-008–010 bezeichnet wurden. 2012 erhielt die Koleje Śląskie einen Triebwagen, der als 35WE-007 bezeichnet wurde. Die Fahrzeuge sind technisch als zwei dreiteilige Halbzüge ausgeführt, die im Falle von Störungen oder in der Werkstatt getrennt werden können. Die Fahrzeuge der SKM Warschau sind mit einer Länge über Kupplung von 13.600 mm die längsten in Polen betriebenen Triebzüge.
Die Fahrzeuge der Koleje Śląskie sind geringfügig kürzer, haben aber wegen einer anderen Ausstattung eine größere Dienstmasse. Die Halbzüge besitzen jeweils zwölf Triebdrehgestelle an den Fahrzeugenden und zwei dazwischen liegende Jakobs-Drehgestelle. Je Seite besitzen sie zwölf Einstiegstüren.

## Technik und Ausstattung
Die gesamte Typenreihe wurde mit dem Preis Dobry Wzór 2018 (Gutes Design) vom Instytut Wzornictwa Przemysłowego ausgezeichnet.
Die Fahrzeuge 35WE, die auf der Messe InnoTrans und Trako ausgestellt waren, sind als trennbare Halbzüge ausgeführt. An den Halbzugenden sind sie mit zwei Triebdrehgestellen ausgerüsten, die Zwischenwagen werden von 2 Jakobs-Drehgestellen gemeinsam getragen, diese sind als Laufdrehgestelle ausgeführt. Jeweils das äußere Fahrzeugende ist mit dem Führerstand ausgestattet, das innere besitzt lediglich Hilfsführerstände. Pro Triebdrehgestell werden diese von 2 Fahrmotoren mit je 400 kW Leistung angetrieben. Mit Strom versorgt werden die Triebdrehgestelle von jeweils einem Umrichter, der auf IGBT - Basis arbeitet. Die gesamte elektrische Ausrüstung ist auf dem Dach untergebracht. Die Fahrzeuge besitzen im Türbereich eine Höhe von 550 mm über der SOKT, im Bereich der Drehgestelle beträgt die Fußbodenhöhe 960 mm. Die Fahrzeuge sind auf den Drehgestellen mit einer zweistufigen Federung abgefedert, primär mit Stahlfederpaketen, sekundär mit Luftfederung sowie hydraulischen Stoßdämpfern.
Der Innenraum ist ästhetisch gestalten und besitzt vandalismusresistente Sitze, angeordnet in Längs- und Queranordnung je nach dem Verwendungszweck. Er besitzt ein modernes Fahrgastinformationssystem, Videoüberwachung und Klimaanlage. Die Führerstandszelle ist crashoptimiert und bietet verstellbare Sitze.

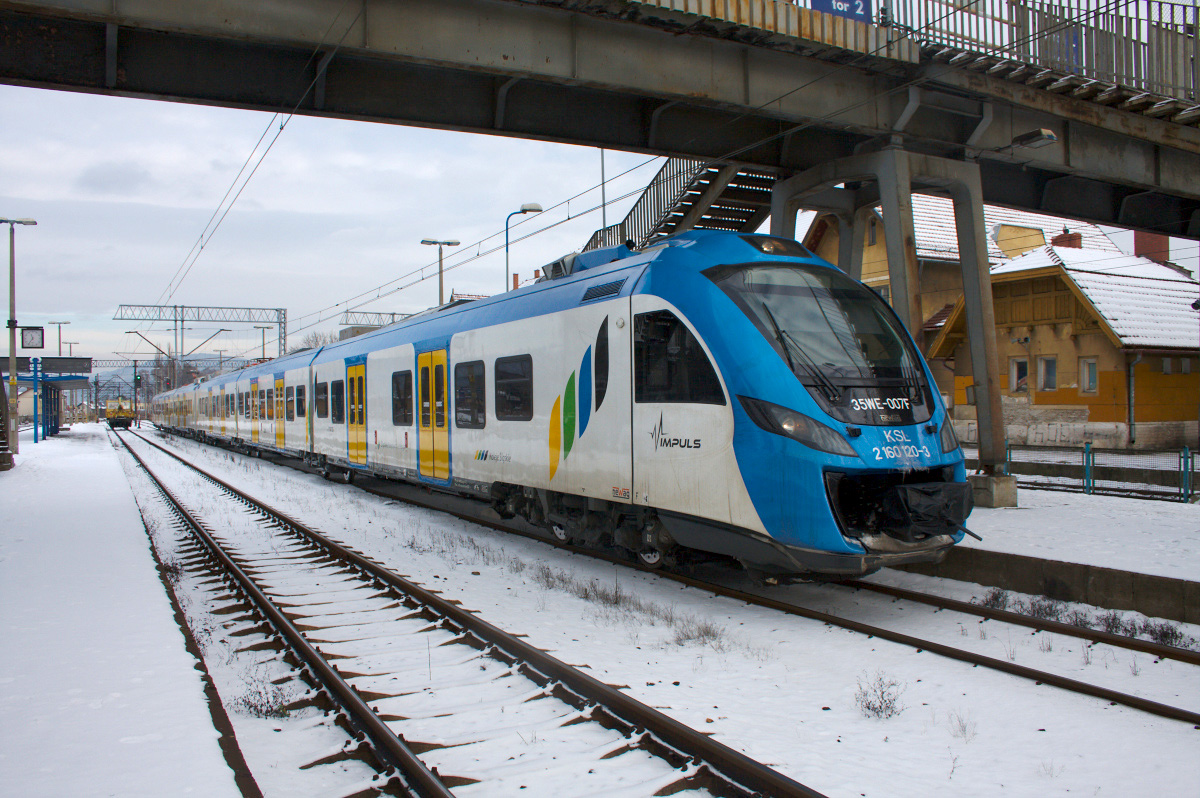
35WE-007 der Koleje Śląskie
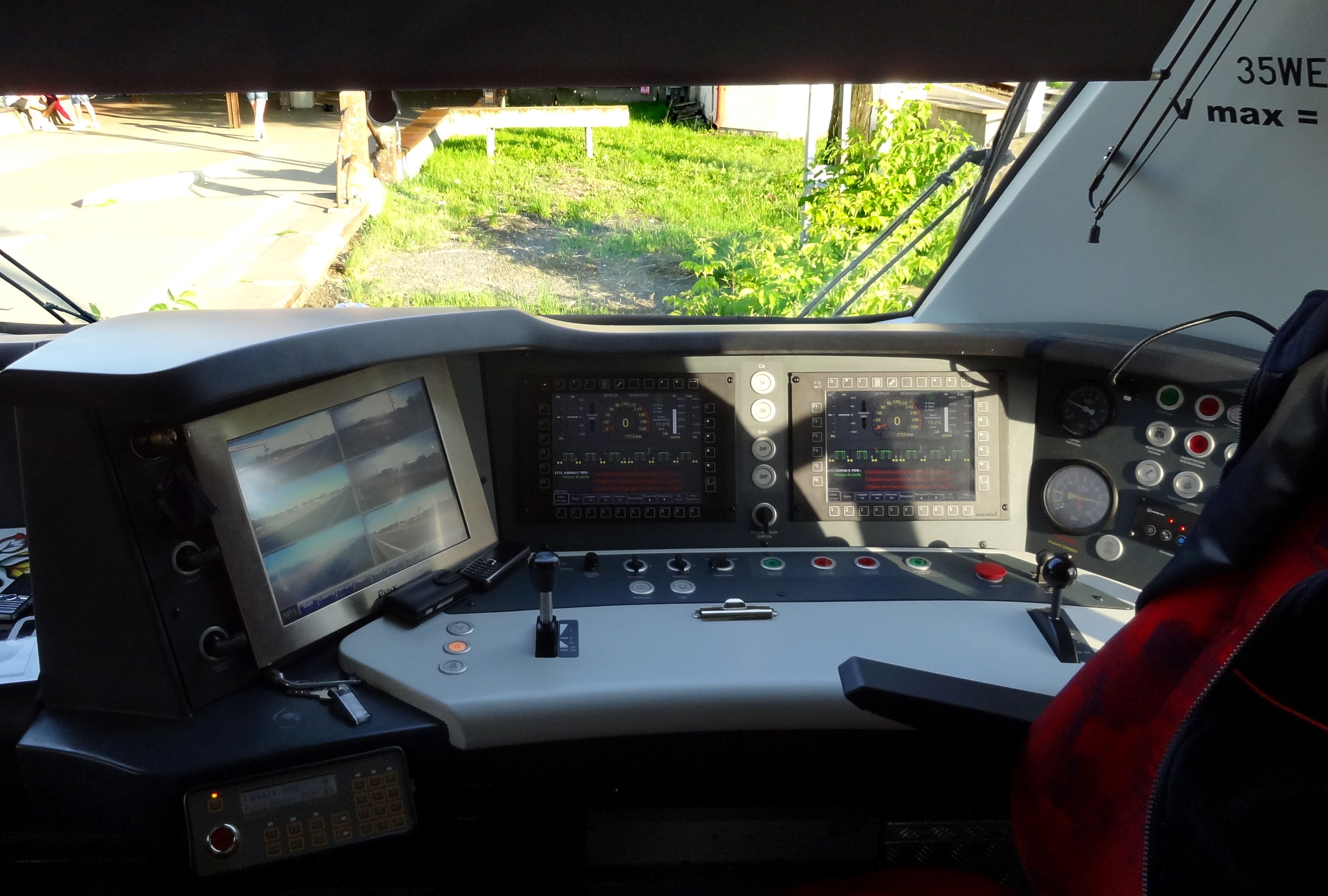
Fahrerkabine des 35WE-001 der SKM Warschau
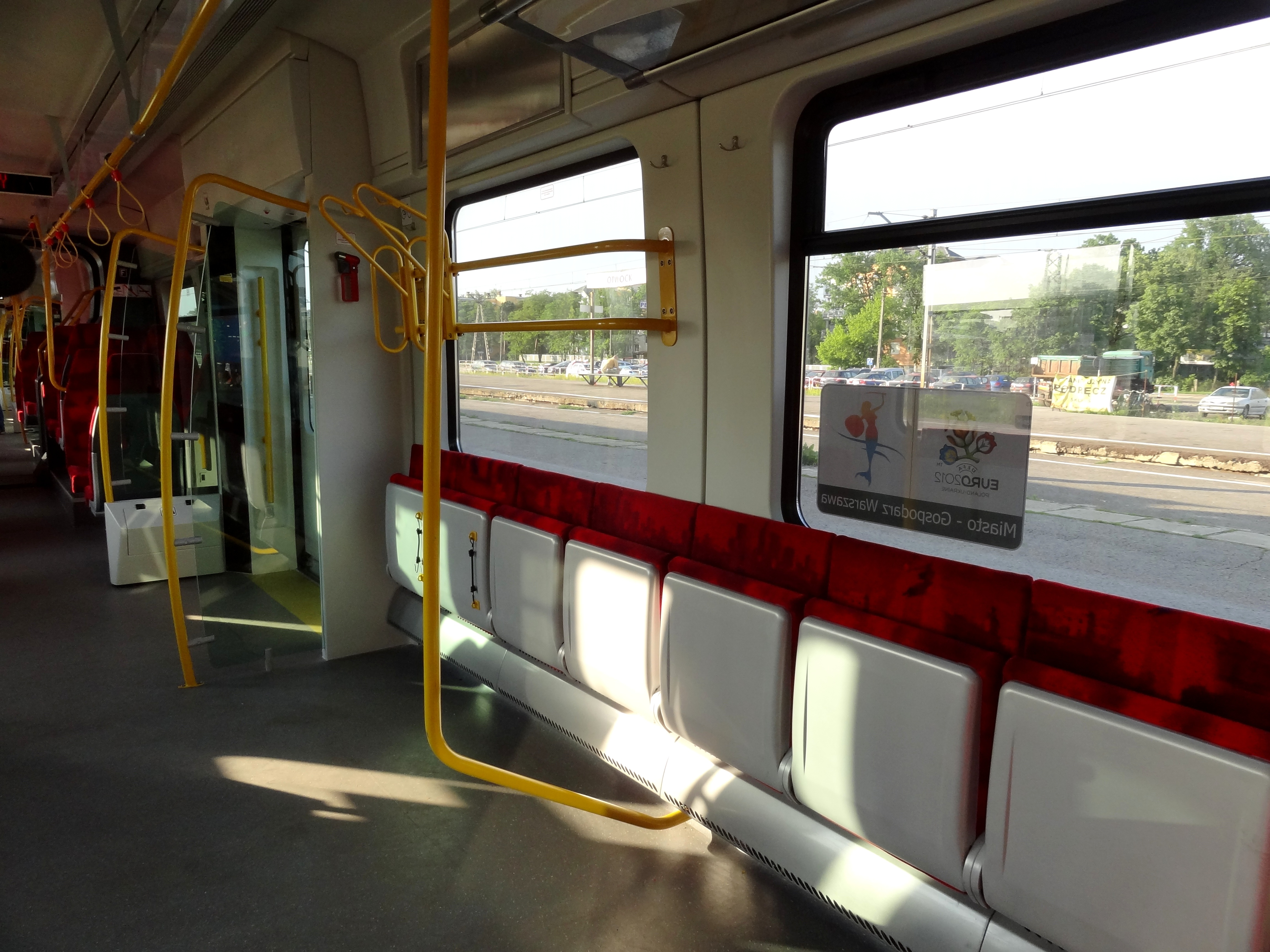
Traglastenabteil des 35WE-001 der SKM Warschau
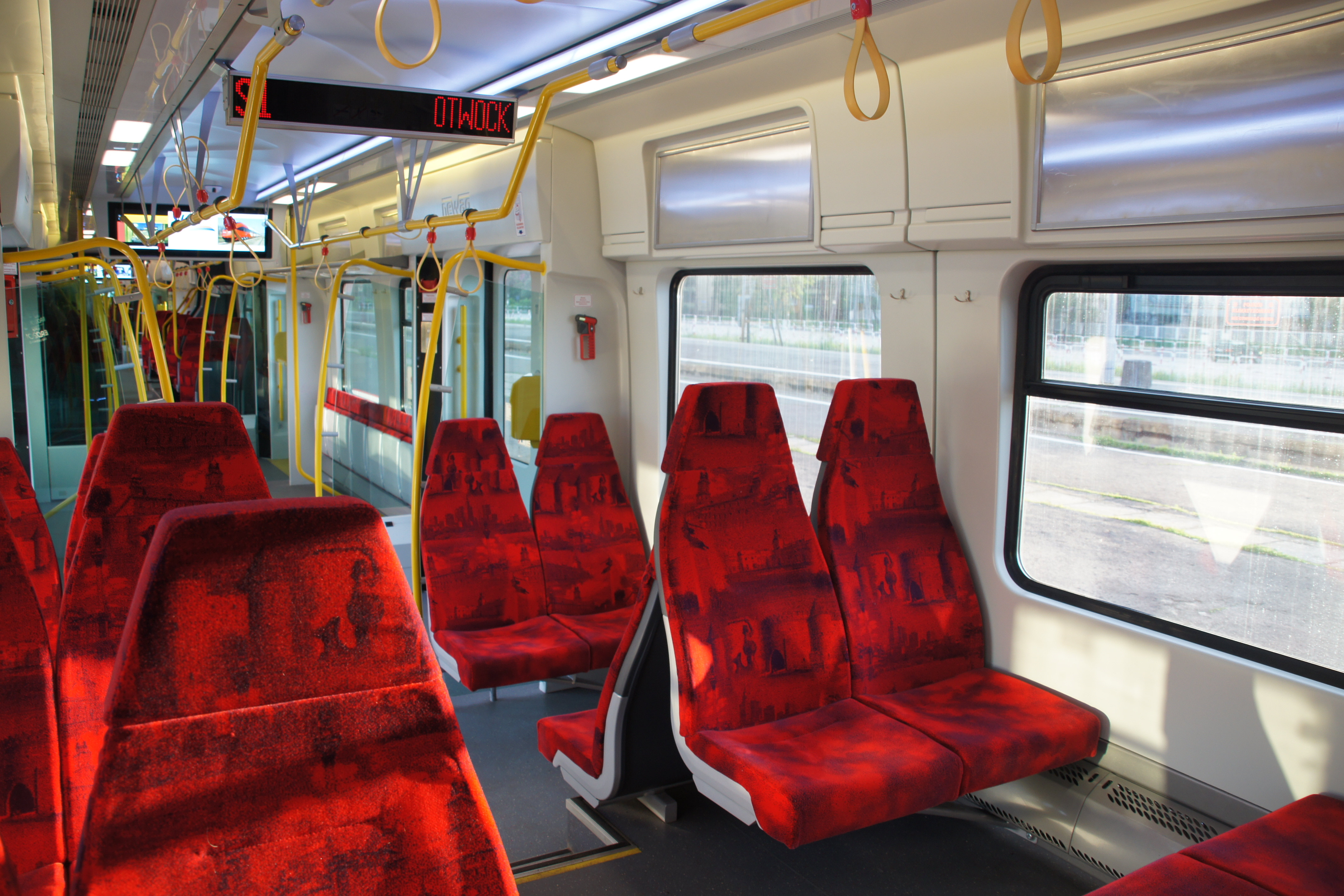
Fahrgastabteil des 35WE-001 der SKM Warschau